# Урбар (Кобленц)
Урбар (њем. Urbar) општина је у њемачкој савезној држави Рајна-Палатинат. Једно је од 86 општинских средишта округа Мајен-Кобленц. Према процјени из 2010. у општини је живјело 3.103 становника. Посједује регионалну шифру (AGS) 7137224.

## Географски и демографски подаци
Урбар се налази у савезној држави Рајна-Палатинат у округу Мајен-Кобленц. Општина се налази на надморској висини од 100 метара. Површина општине износи 3,5 km². У самом мјесту је, према процјени из 2010. године, живјело 3.103 становника. Просјечна густина становништва износи 897 становника/km².